# Badminton vid centralamerikanska och karibiska spelen 2018
Badminton vid centralamerikanska och karibiska spelen 2018 hölls mellan den 28 juli och 2 augusti på Coliseo Universidad del Norte i Barranquilla i Colombia.

## Medaljörer

### Herrar
| Gren   | Guld                                       | Silver                                        | Brons |
| Singel | Kevin Cordón (GUA)                         | Osleni Guerrero (CUB)                         | Leodannis Martínez (CUB) Lino Muñoz (MEX)                                                                |
| Dubbel | Jamaica (JAM) Gareth Henry Samuel Ricketts | Kuba (CUB) Osleni Guerrero Leodannis Martínez | Dominikanska republiken (DOM) César Brito Reimi Cabrera Guatemala (GUA) Aníbal Marroquín Rodolfo Ramírez |

### Damer
| Gren   | Guld                                    | Silver                                     | Brons                                                                                |
| Singel | Haramara Gaitan (MEX)                   | Tahimara Oropeza (CUB)                     | Diana Corleto (GUA) Sabrina Solis (MEX)                                              |
| Dubbel | Kuba (CUB) Tahimara Oropeza Yeily Ortiz | Mexiko (MEX) Haramara Gaitan Sabrina Solis | Kuba (CUB) Adriana Artiz Thalía Mengana Mexiko (MEX) Mariana Ugalde Cynthia González |

### Mix
| Gren   | Guld | Silver | Brons |
| Dubbel | Kuba (CUB) Osleni Guerrero Adriana Artiz                                                                                     | Kuba (CUB) Leodannis Martínez Tahimara Oropeza                                                                                      | Dominikanska republiken (DOM) Nelson Javier Nairoby Abigail Jiménez Mexiko (MEX) Andrés López Cynthia González                            |
| Lag    | Mexiko (MEX) Job Castillo Haramara Gaitan Cynthia González Andrés López Luis Montoya Lino Muñoz Sabrina Solis Mariana Ugalde | Kuba (CUB) Adriana Artiz Osleni Guerrero Ángel Herrera Leodannis Martínez Thalía Mengana Tahimara Oropeza Yeily Ortiz Ernesto Reyes | Guatemala (GUA) Rubén Castellanos Kevin Cordón Diana Corleto Aníbal Marroquín Alejandra Paiz Mariana Paiz Rodolfo Ramírez Nikté Sotomayor |

## Medaljtabell
| Nr                  | Nation                        | Guld | Silver | Brons | Totalt |
| ------------------- | ----------------------------- | ---- | ------ | ----- | ------ |
| 1                   | Kuba (CUB)                    | 2    | 5      | 2     | 9      |
| 2                   | Mexiko (MEX)                  | 2    | 1      | 4     | 7      |
| 3                   | Guatemala (GUA)               | 1    | 0      | 3     | 4      |
| 4                   | Jamaica (JAM)                 | 1    | 0      | 0     | 1      |
| 5                   | Dominikanska republiken (DOM) | 0    | 0      | 2     | 2      |
| Totalt (5 nationer) | Totalt (5 nationer)           | 6    | 6      | 11    | 23     |